# Одређени интеграл
Одређени (или Риманов) интеграл је проистекао из проблема површине који датира још из античке Грчке. Проблем квадратуре параболе је поставио Архимед, и то решење се сматра једним од првих значајних резултата математичке анализе. Увођење одређеног и неодређеног интеграла у математику није било везано једно за друго, те се и њихово дефинисање разликује. Одређени интеграл се дефинише као површина између функције и апсцисе, а неодређени интеграл као обрнути проблем налажења извода. Тек се касније испоставило, постављањем Њутн-Лајбницове формуле, да између одређеног и неодређеног интеграла постоји велика релација.

## Дефиниција
Функција 
{\displaystyle f} је дефинисана на одсечку 
{\displaystyle \left[a,b\right]}. Дефинишимо поделу 
{\displaystyle \Pi } као уређену 
{\displaystyle \left(n+1\right)} -торку бројева 
{\displaystyle \left(x_{0},x_{1},x_{2},x_{3},...,x_{n}\right)} такву да је 
{\displaystyle a=x_{0}<x_{1}<x_{2}<x_{3}<...<x_{n}=b}, и у оквиру ње изберимо бројеве 
{\displaystyle \xi =\left(\xi _{1},\xi _{2},...,\xi _{n}\right)}, тако да важи 
{\displaystyle \xi _{i}\in \left[x_{i-1},x_{i}\right]}. Означимо са 
{\displaystyle \Delta x_{i}=x_{i}-x_{i-1}} разлику између 2 члана поделе. 
Тада је скуп 
{\displaystyle \left\{\Delta x_{1},\Delta x_{2},...,\Delta x_{n}\right\rbrace } коначан скуп реалних бројева, па он има свој највећи елемент. Означимо тај елемент са 
{\displaystyle \delta }.
Реалним бројем {\displaystyle I} називамо одређени интеграл функције 
{\displaystyle f} на интервалу 
{\displaystyle \left[a,b\right]}, ако за свако 
{\displaystyle \epsilon } постоји 
{\displaystyle \delta }, такво да је за сваку поделу 
{\displaystyle \Pi } за коју важи да је њен параметер мањи од {\displaystyle \delta }, тј.
{\displaystyle d\left(\Pi \right)<\delta }, испуњено:
{\displaystyle \left|\sum _{i=1}^{n}f\left(\xi _{i}\right)\Delta x_{i}-I\right\vert <\epsilon }
То се другачије може записати као:
{\displaystyle I=\lim _{d\rightarrow 0}\sum _{i=1}^{n}f\left(\xi _{i}\right)\Delta x_{i}'=\int _{a}^{b}f\left(x\right)dx,}
где је 
{\displaystyle \int _{a}^{b}} запис за суму од 
{\displaystyle a} до
{\displaystyle b} када 
{\displaystyle \delta } тежи нули (тиме и 
{\displaystyle n} тежи бесконачности), а
{\displaystyle \Delta x_{i}} је замењено диференцијалом, пошто је диференцијал у некој тачки заправо прираштај по 
{\displaystyle x}-оси у тој тачки, што је и смисао
{\displaystyle \Delta x_{i}} када 
{\displaystyle \delta } тежи нули.
Ако постоји одређени интеграл функције 
{\displaystyle f} на интервалу 
{\displaystyle \left[a,b\right]}, кажемо да је функција 
{\displaystyle f} интеграбилна на 
{\displaystyle \left[a,b\right]}.